# Воя (Хунедоара)
Воя (рум. Voia) — село у повіті Хунедоара в Румунії. Входить до складу комуни Балша.
Село розташоване на відстані 297 км на північний захід від Бухареста, 20 км на північний схід від Деви, 92 км на південний захід від Клуж-Напоки, 143 км на схід від Тімішоари.

## Населення
За даними перепису населення 2002 року у селі проживали 140 осіб, усі — румуни. Усі жителі села рідною мовою назвали румунську.